# Domäne Schieder

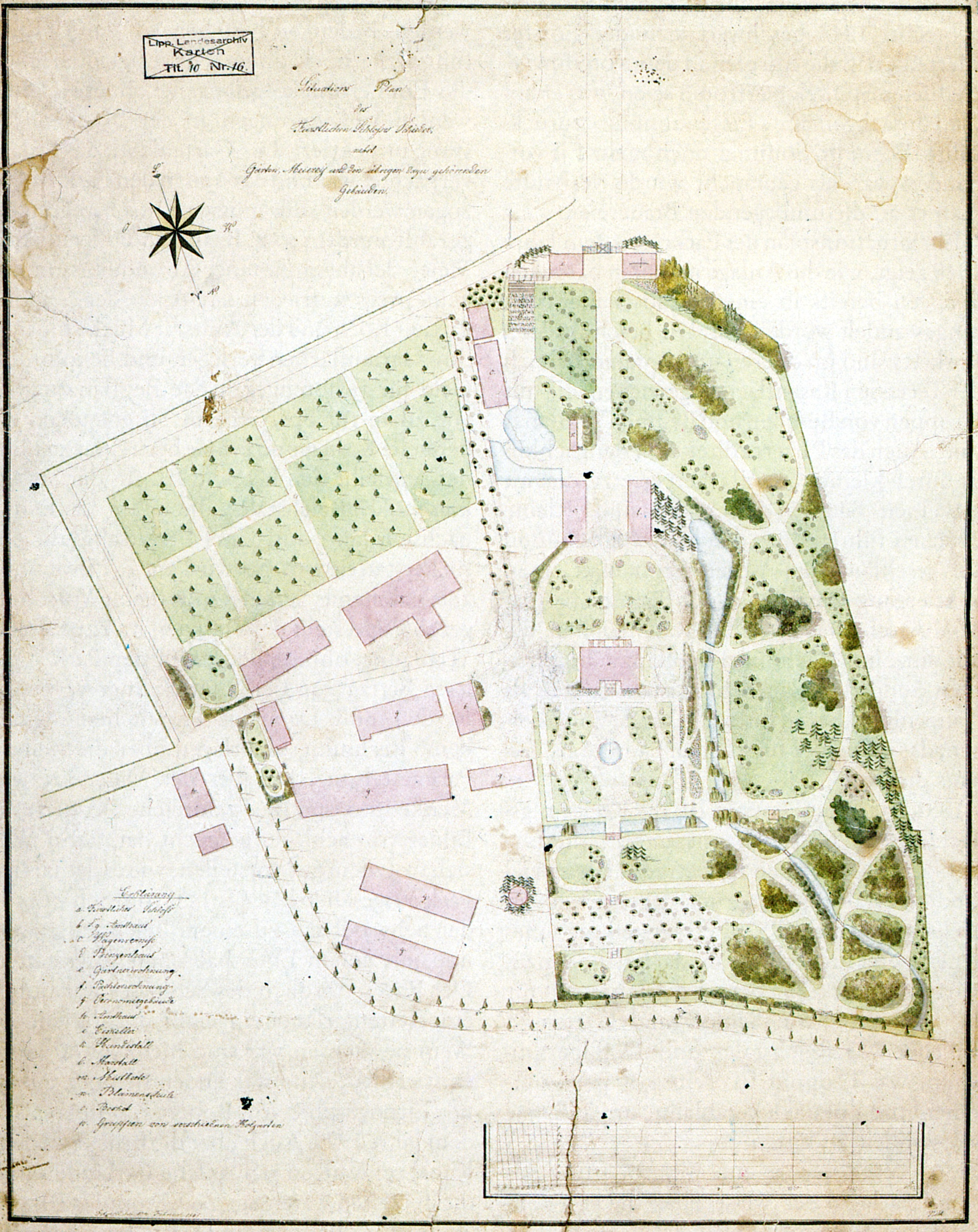
Situationsplan Schloss und Meierei Schieder, 1848

Die Domäne Schieder war eine Meierei in Schieder, die später als Domäne bezeichnet wurde. Die heute noch erhaltenen Gebäude der ehemaligen Meierei sind umgenutzt worden und stehen unter Denkmalschutz.

## Geschichte
Die Gründung der Meierei lässt sich auf das Jahr 1484 datieren. Mit einer Urkunde vom 16. Oktober 1484 übergaben der lippische Landesherr Bernhard VII. zur Lippe und sein Bruder Simon, Fürstbischof des Hochstifts Paderborn, die Glashütte mit der Mark Schieder an die Mönche des Blomberger Augustinerklosters „Zum heiligen Leichnam“. Dabei handelte es sich aber keineswegs um ein Geschenk, sondern die Mönche mussten Land und Gebäude den bisherigen Besitzern – dem Glasmeister Henze und vor allem Bischof Simon – abkaufen. Ständig neue Forderungen ihrer Gläubiger stellten während der gesamten Zeit eine große Belastung für die Mönche dar.
Im Zuge der Reformation löste sich das Blomberger Konvent nach und nach auf. 1533 wurde das Vorwerk Schieder an Simon V. verkauft und Sitz des Amtes Schieder. Die verbleibenden Mönche bewirtschafteten noch eine Zeit lang die verbleibenden Gebäude, bis schließlich 1569 mit Pater Augustinus Düvels Ausscheiden das Kloster endgültig seine Tore schloss.
Simon V. starb im Jahr 1536. Zu der Zeit war die Meierei an Hermann von Mengersen verpfändet, von dessen Familie sie Hermann Simon Graf von Sternberg um 1559 einlösen musste.
Ein auf den 1. März 1611 datiertes Hofinventar, welches vom Landdrosten Moritz von Oeynhausen und dem Oberamtmann von Brake erstellt wurde, gibt einen Überblick über die zu diesem Zeitpunkt bestehenden Gebäude: Die Meierei umfasste das Herrenhaus, ein Back- und Brauhaus, die Küche, das Vorwerk, den Kornboden, die Pforte, das Schweinehaus, einen Schaf- und Hammelstall, ein Schäferhaus, die Schmiede sowie einen Pferde- und Kuhstall.
Ab 1611 ist die Meierei bis ins 20. Jahrhundert mehrfach verpachtet worden.
Nach dem Tod Hermann zu Lippe-Schwalenbergs (1590–1620) fiel die Meierei Schieder 1621 an Otto von Lippe-Brake und damit an eine Nebenlinie der gräflichen Familie. Während der Herrschaft der Lippe-Brakes entstand 1703 das an die Meierei angrenzende Schloss samt Schlossgarten. Mit dem Tod Ludwig-Ferdinands endete die Linie bereits 1709 wieder, so dass der Besitz zwischenzeitlich an die Detmolder Linie ging. Nach Erbstreitigkeiten im Jahr 1737 mussten Schloss und Domäne an das Haus Schaumburg-Lippe abgetreten werden, 1789 fielen sie zurück an das Haus Lippe-Detmold.
Ab 1868 wurde die Meierei offiziell als Domäne Schieder bezeichnet. 1886 erfolgte eine „Vermessung und Bonitierung der Städte, Bauerschaften, Rittergüter, herrschaftlichen Meiereien und Forsten“. Die Betriebsgröße der Domäne Schieder betrug 557 Hektar, davon 87 Hektar Streuparzellen. Schieder war damit die größte lippische Domäne. In der Folgezeit bis zur Auflösung der Meierei im Jahre 1973 verringerte sich die Betriebsgröße stetig, so wurde z. B. der 1858 integrierte Noltehof 1935 wieder aus der Meierei herausgenommen.
| Jahr | Betriebsgröße (ha) |
| ---- | ------------------ |
| 1886 | 557,00             |
| 1899 | 425,50             |
| 1918 | 421,80             |
| 1932 | 348,65             |
| 1949 | 289,31             |
| 1959 | 109,39             |
| 1973 | 0                  |
Mit der Novemberrevolution 1918 endete die Monarchie im Deutschen Reich, Schloss und Domäne gingen in den Besitz des Landes Lippe über. Als deren Rechtsnachfolger fungierte nach dem Zweiten Weltkrieg der Landesverband Lippe. Die Domäne wurde aufgelöst und anfangs noch landwirtschaftlich genutzt. Als letzter Pächter stellte der Landwirt Oehlerking 1973 den Betrieb ein. Später sind die Gebäude umgenutzt wurden. Das älteste erhaltene Gebäude, das Kornhaus von 1587, wurde in den Jahren 1955–58 nach Detmold transloziert und ist heute Teil des Lippischen Landesmuseums.

## Gebäude

### Vorwerk
Das Vorwerk enthielt zeitweise Ställe für 100 Rinder und wurde mehrfach umgebaut. Es beherbergt heute das Rathaus der Stadt Schieder-Schwalenberg.
Das Gebäude ist heute ca. 55 × 15,5 Meter groß, besteht aus verputzten Bruchsteinwänden mit Fachwerkgiebeln und wird durch ein Krüppelwalmdach eingedeckt. An der westlichen Giebelseite sind zwei Steine eingelassen mit den Inschriften „CGZL“ (= Casimir Graf zur Lippe) und dem ursprünglichen Baujahr „1690“. Nach einem Brand im Jahr 1708 wurde das Vorwerk jedoch weitestgehend neu errichtet und 1854 grundlegend umgebaut.

### Kornhaus
Das Kornhaus von 1587 wurde in den 1950er-Jahren nach Detmold umgesetzt. Es stand ursprünglich zwischen Vorwerk und Domänenscheune.

### Große Domänenscheune
Die Scheune wurde vermutlich um 1816 als Kornhaus erbaut und 1843 auf die heutige Länge von rund 77 Metern verlängert. Der ältere Teil des Gebäudes wurde 1849 umgebaut. Bruchsteinbau mit Krüppelwalmdach und roten Ziegelhohlpfannen. Im Westteil befand sich früher ein zweischiffiger Schafstall, im Ostteil zwei Landarbeiterwohnungen. Seit 1949 befindet sich die Scheune im Besitz des Landesverbandes und wurde durch diesen zwischen 1994 und 1996 renoviert. Seitdem beherbergt sie die Biologische Station Lippe.

### Palais
Erbaut in den Jahren 1705–1708 als Back- und Brauhaus mit Schlosskapelle durch den Tiroler Baumeister Joseph Falck. Heutige Nutzung als Bürgeramt/Rathaus II.

### Schafställe
Zwei langgezogene Schafställe an der Ostseite des Geländes wurden 1848 als Bruchsteinbauten mit Satteldach errichtet. Beide Gebäude wurden 1980 im Inneren umgebaut, dort befindet sich heute ein Supermarkt mit Getränkemarkt.

### Pächterwohnhaus
Das Pächterhaus von 1900 ersetzte einen um 1970 abgebrochenen Fachwerkbau aus dem späten 16./frühen 17. Jahrhundert. Seit 1990 beherbergt das Gebäude das Hotel „Landhaus Schieder“.
Weiterhin befinden sich auf dem Gelände der ehemalige Pferdestall (Bruchsteinbau mit Krüppelwalmdach) sowie ein Bruchstein-Wohnhaus mit Satteldach.

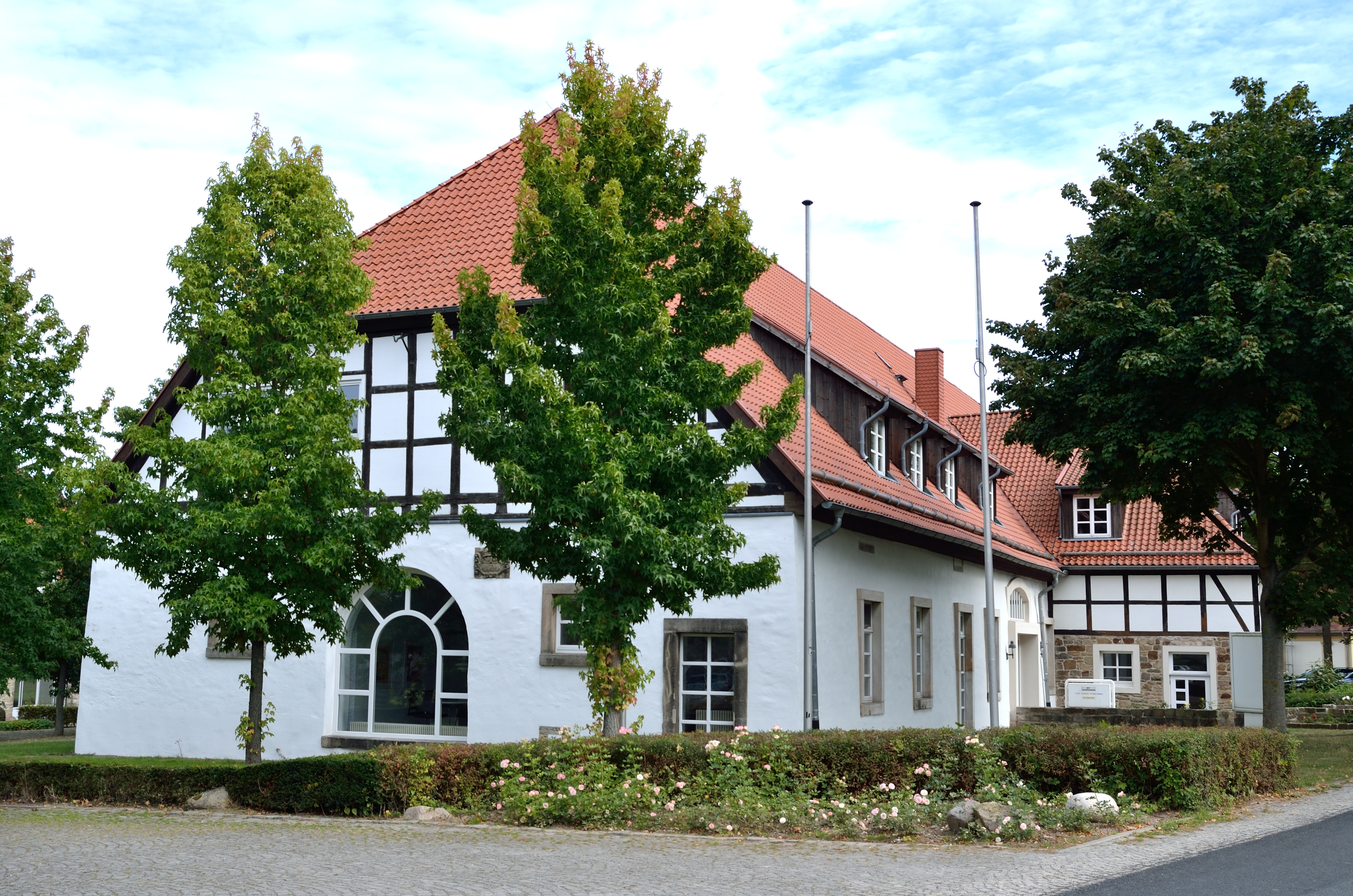
Vorwerk (Rathaus)
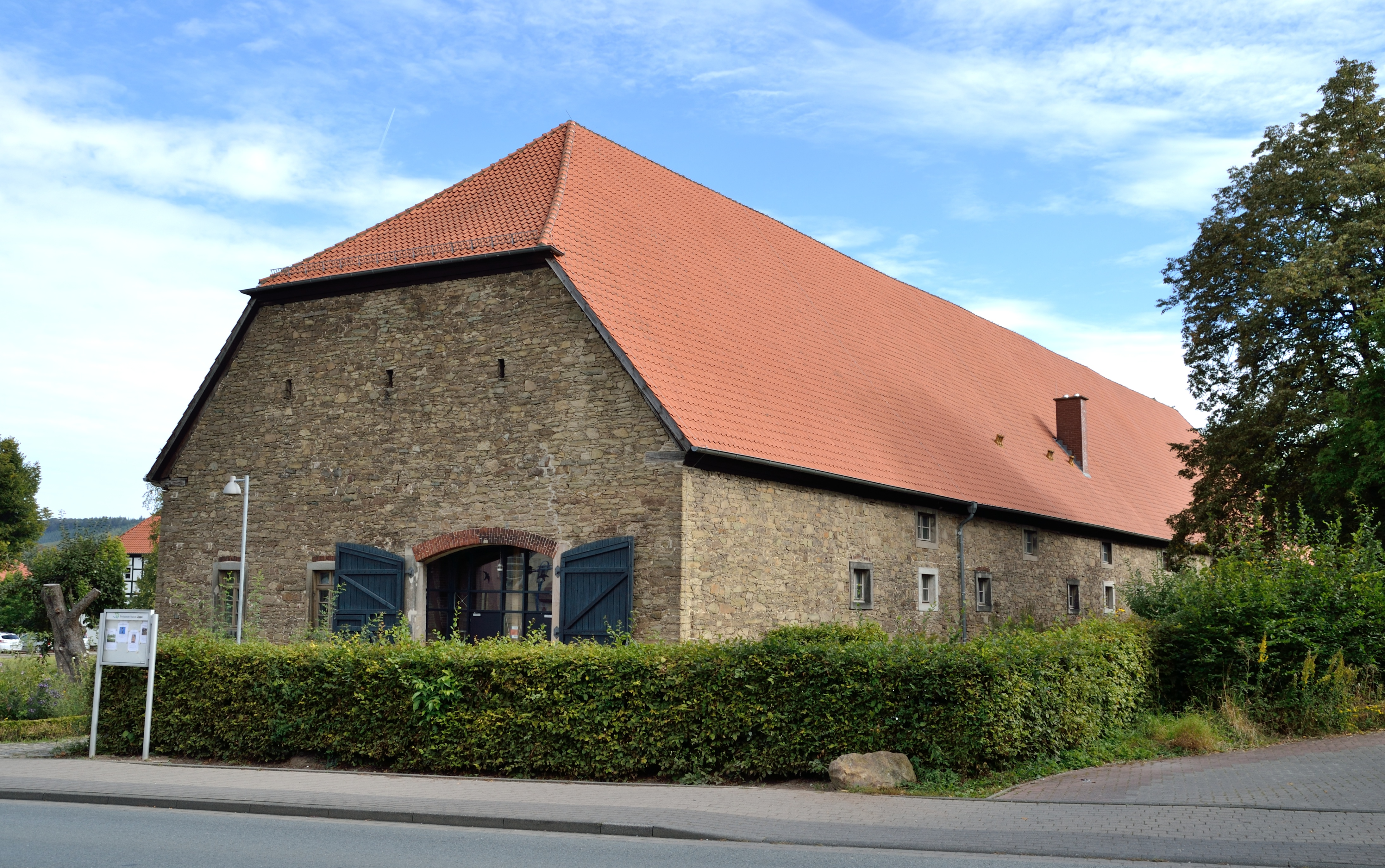
Große Domänenscheune (Biologische Station Lippe)
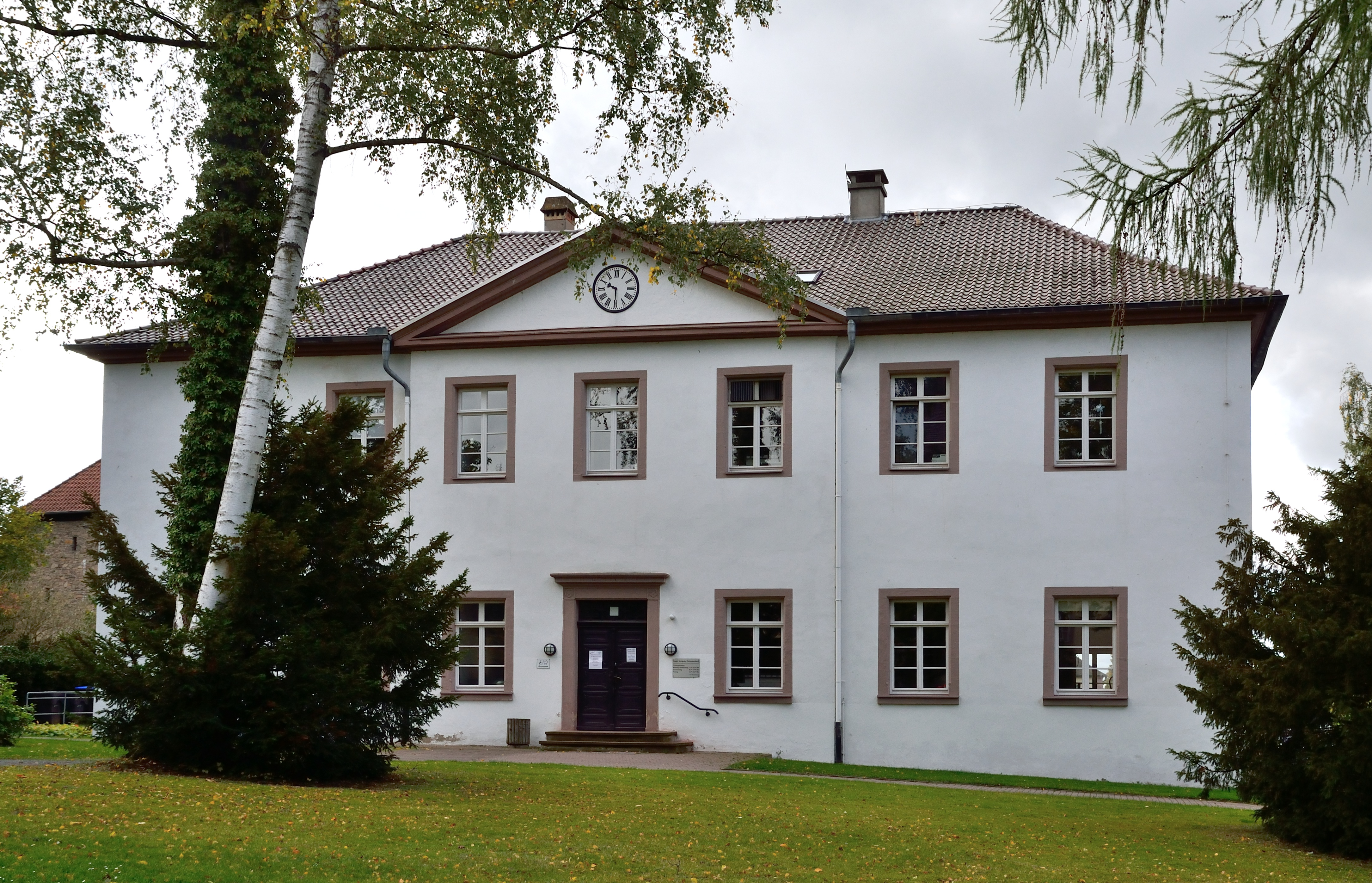
Palais (Bürgeramt)
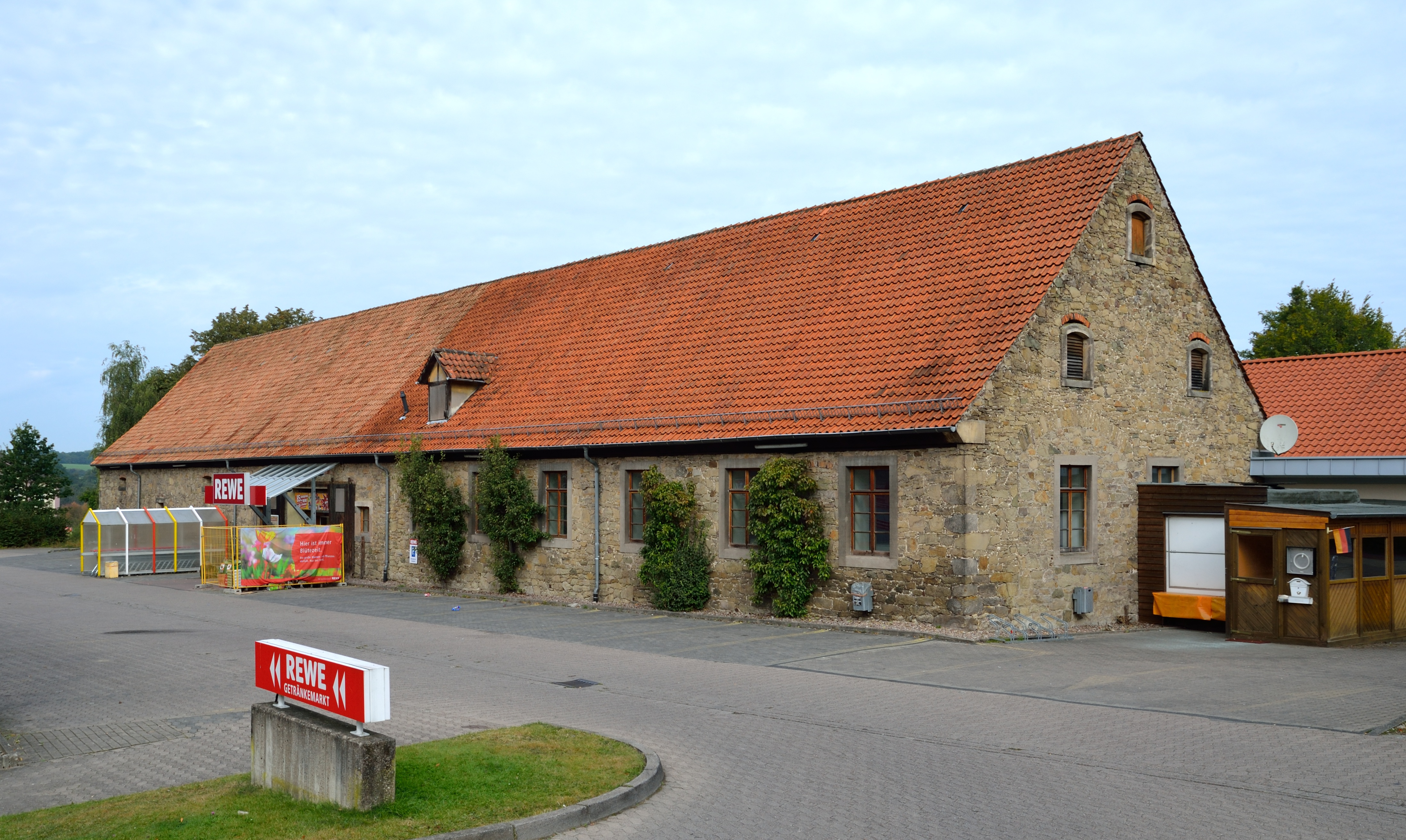
Schafstall (Supermarkt)
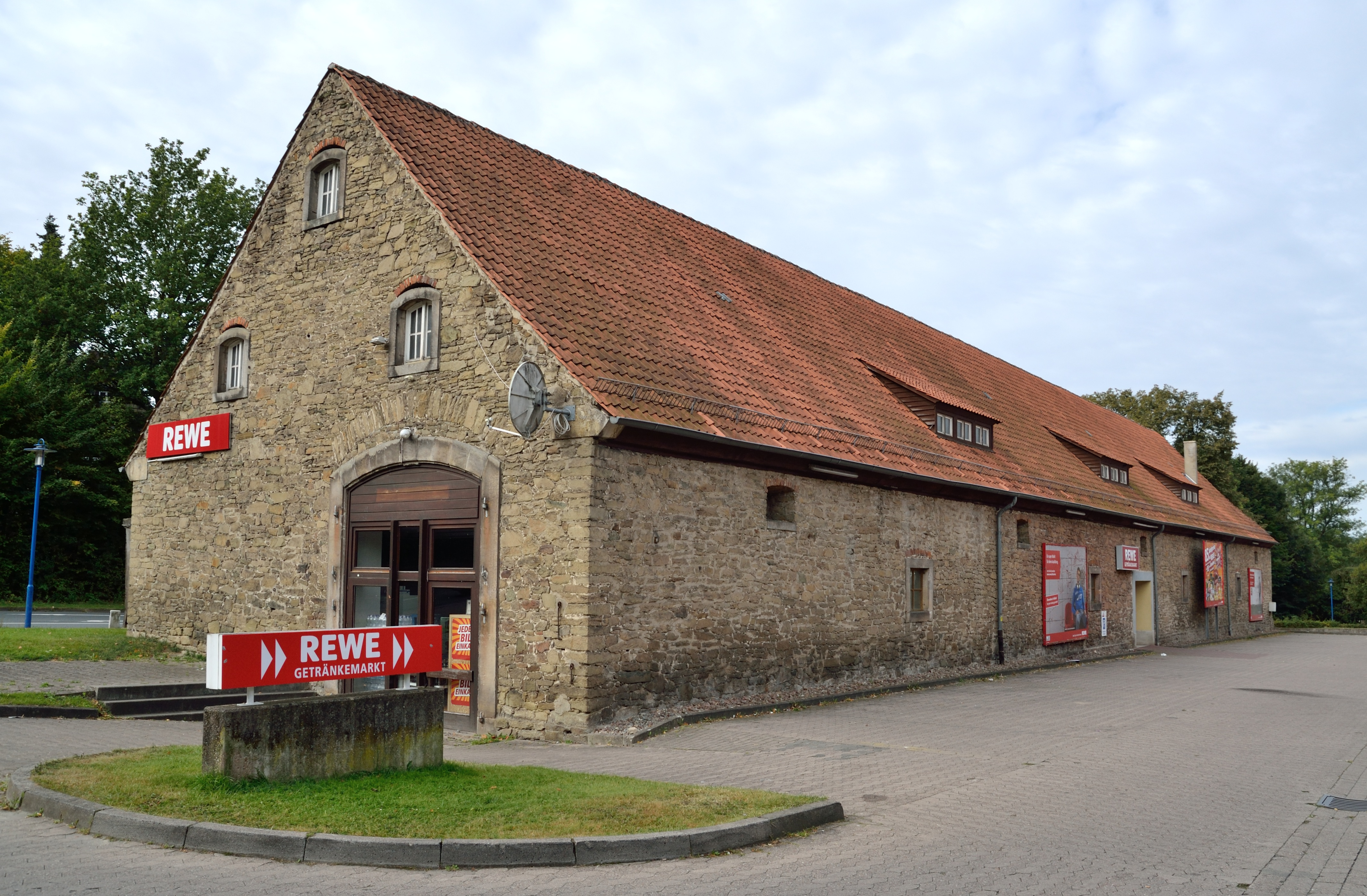
Schafstall (Getränkemarkt)
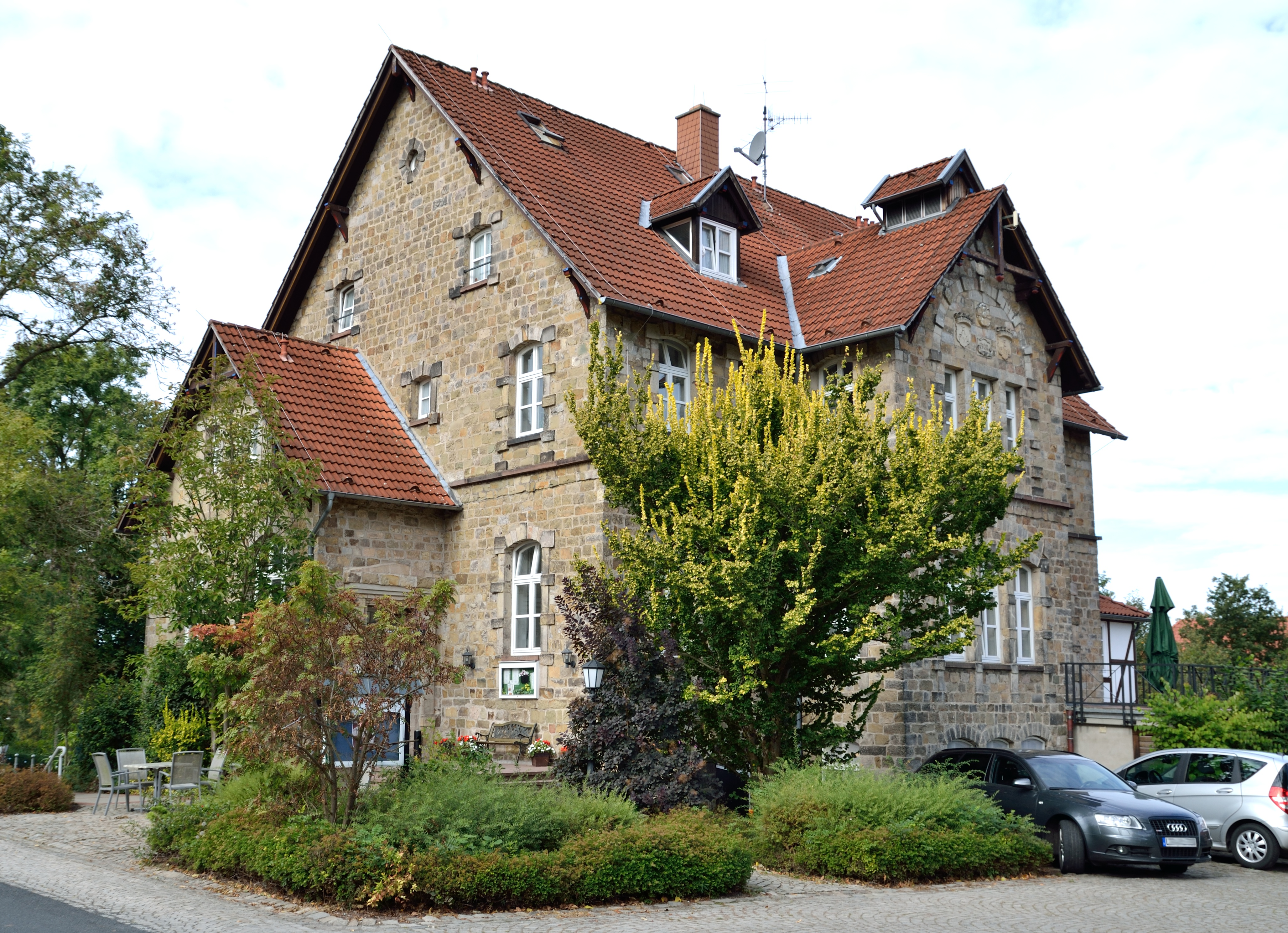
Pächterwohnhaus (Landhaus Schieder)
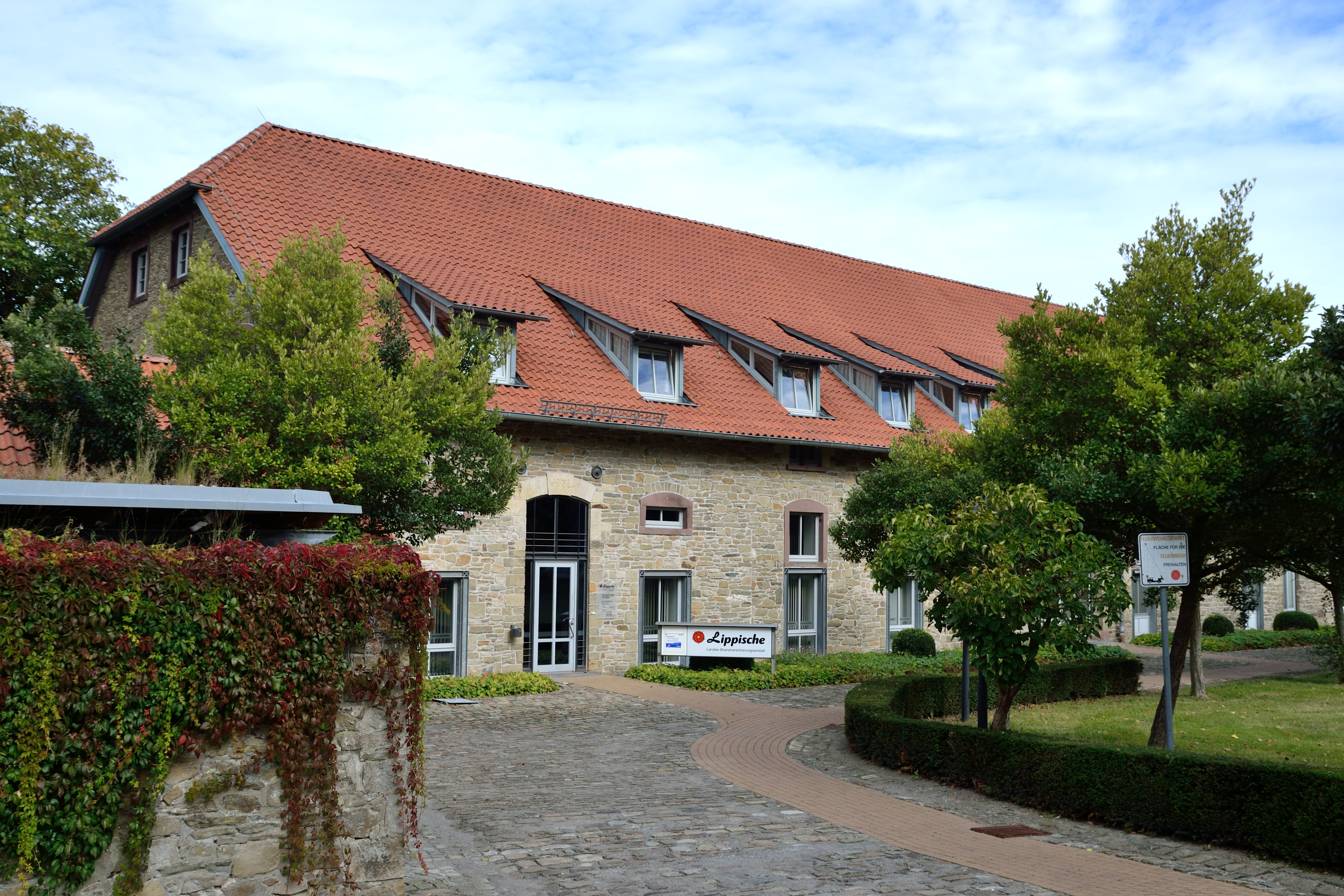
Ehemaliger Pferdestall
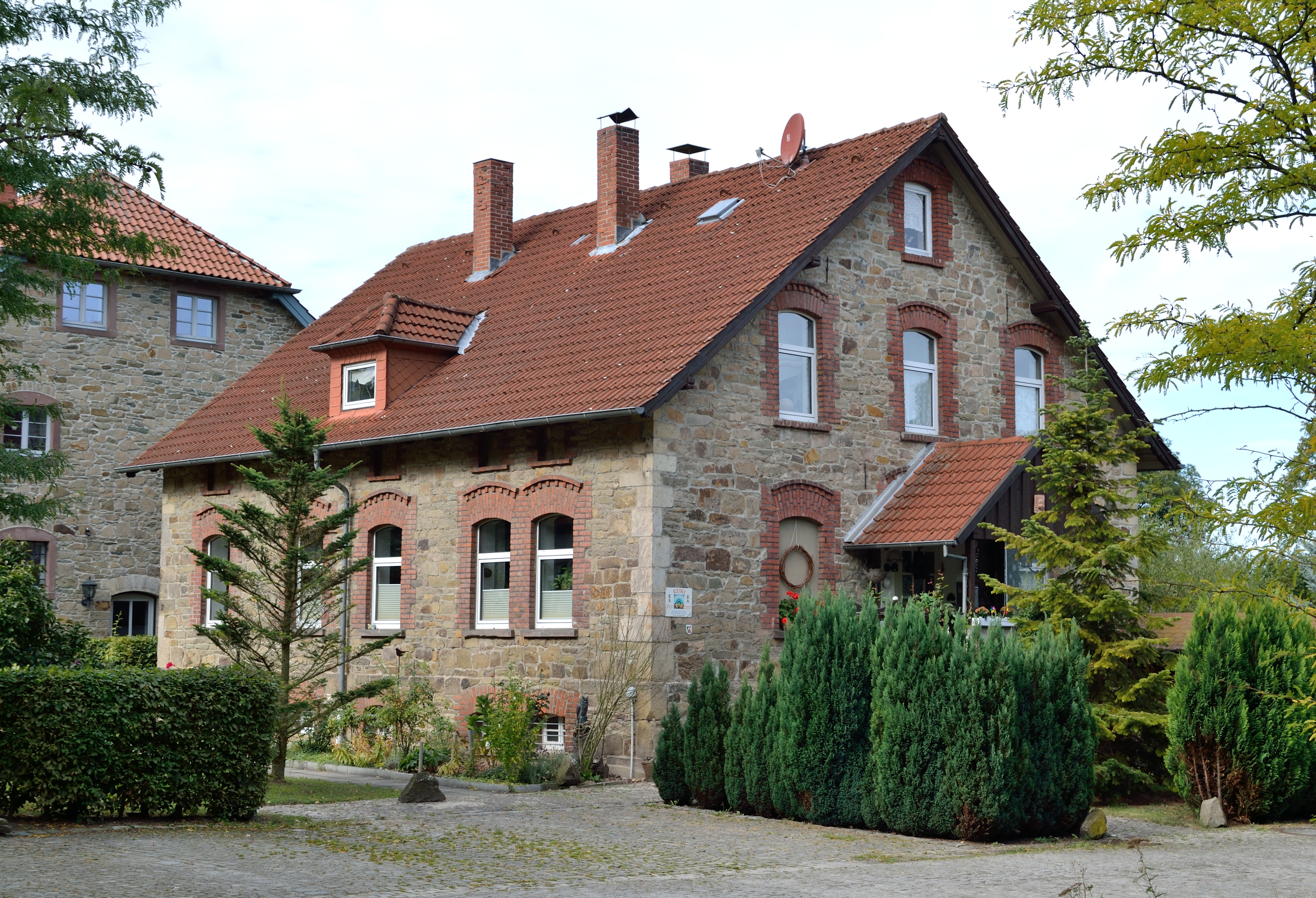
Wohnhaus